# Restrup Enge
Restrup Enge er en landsby i det nordlige Himmerland med 185 indbyggere (2008). Restrup Enge er beliggende fire kilometer øst for Nørholm og syv kilometer vest for Aalborg centrum. Landsbyen hører under Aalborg Kommune og er beliggende i Sønderholm Sogn.
Bebyggelsen er mindre end 100 år gammel. Landskabeligt markerer bebyggelse og beplantning en fin kant mellem de helt kystnære
engarealer og kystbaglandet. Bebyggelsen består af en blanding af nye og gamle huse, og enkelte steder er der igangsat nybyggeri med stor arkitektonisk værdi. Landsbyen har desuden et forsamlingshus.